# Завод суперфосфату в Джералдтоні
Завод суперфосфату в Джералдтоні — колишній виробничий майданчик на заході Австралії.
Створена в 1927 році компанія Cuming Smith Mount Lyell Farmers Fertiliser Limited (також відома як CSML) отримала під свій контроль заводи суперфосфату в Норт-Фрімантлі та Bassendean, що працювали в найбільшому місті Західній Австралії Перті. З метою оптимізації логістики в CSML вирішили спорудити у цьому ж штаті ще два заводи, які були б ближчі до споживачів. Майданчик для одного з них обрали у Джералдтоні на північ від Перта і в 1930 році він розпочав діяльність.
Технологічний процес виробництва суперфосфату передбачає обробку фосфоритів сульфатною кислотою, яку продукували на самому майданчику шляхом спалювання сірки.
CSML мала трьох засновників, частка одного з яких в 1964-му перейшла до British Petroleum, після чого CSML отримала назву Cuming Smith British Petroleum and Farmers Limited (CSBP).
У середині 1970-х завод у Джералдтоні досягнув піку виробництва на рівні у 100 тисяч тонн суперфосфату на рік.
Станом на кінець XX століття споживання суперфосфату в Західній Австралії скоротилось у кілька разів на користь інших видів добрив. Як наслідок, в 1999-му в межах оптимізації виробництва CSBP припинила продукування суперфосфату на майданчику в Джералдтоні, хоча й далі використовувала його як центр дистрибуції добрив (як імпортованих, так і виготовлених на належному їй потужному комплексі у Квінані в околицях Перта).